# 席上珍 (嘉靖甲辰進士)
席上珍（1510年—？年），字聘之，四川潼川州遂寧縣人，民籍。明朝政治人物。

## 生平
十一月二十三日生，行一，治《春秋》，由國子生中式四川鄉試第十九名舉人，年三十五歲中式嘉靖二十三年（1544年）甲辰科會試第二百七十三名，第三甲第七十九名進士。历官户部主事，管理太仓银库，升员外郎，總理邊關糧儲，隆慶時升永平府知府，隆慶四年（1570年）十二月以贪縱被黜为民。

## 家族
曾祖席祖憲，封知縣 贈光祿大夫柱國少保兼太子太保禮部尚書；祖席書，光祿大夫柱國少保兼太子太保禮部尚書武英殿大學士 贈太傅 諡文襄；父席中，尚賢司卿；母楊氏（贈宜人）；繼母楊氏（封宜人）。具慶下，妻趙氏，弟上賢；上賓；上儒；上卿；上士；上壽；上第；上相；上璧；上台；上應。